# La Maison de Bernarda Alba
La Maison de Bernarda Alba (La casa de Bernarda Alba) est un drame en trois actes de Federico García Lorca, écrit en 1936 et publié de façon posthume en 1945. Dernière œuvre de Lorca, elle est créée à Buenos Aires le 8 mars 1945 et publiée quelques jours plus tard, soit neuf ans après la mort de l'auteur. Elle est également jouée au Festival de Biarritz et au Théâtre de l'Œuvre en 1951, avec des décors et costumes d'Antoni Clavé.
Cette œuvre théâtrale conte l'histoire de Bernarda Alba, femme andalouse de 60 ans, veuve de deux maris, ayant décidé d'observer un deuil très strict de huit ans. Bien que faisant la part belle aux femmes (avec la prédominance de Bernarda et de ses cinq filles), cette œuvre n'en dénonce pas moins le rôle secondaire occupé par la femme dans l'Espagne rurale du début du XXe siècle.

## Scénario
Pepe El Romano est un très beau jeune homme (il n'est pas présent dans la pièce physiquement, demeurant omniprésent dans l'intrigue et dans les discussions) qui a pour projet de se marier avec Angustias, une des filles de Bernarda, issue de son premier mariage, car elle a beaucoup d'argent depuis l'héritage de son père. C'est la plus laide et la plus vieille (39 ans) des filles de Bernarda. Adela, la plus jeune, s'insurge contre la rigueur des mœurs auxquelles il lui faut se soumettre ; elle incarne la rébellion. Elle est amoureuse de Pepe qui est lui-même très attiré par elle.

## Personnages
- Angustias, 39 ans, fille aînée de Bernarda, elle est laide et riche depuis qu'elle a reçu l'héritage de son père ;
- Magdalena, 30 ans, fille de Bernarda, qui a une certaine compassion pour Adela ; elle est soumise ;
- Amelia, 27 ans, fille de Bernarda, timide et réservée, témoigne une foi innocente dans le principe que le mariage doit être conclu par amour, et pour aucune autre raison. Ce personnage aurait été inspiré, comme dans la pièce La Savetière prodigieuse (1930), par l'écrivaine et peintre Agustina González López, amie de Lorca[3];
- Martirio, 24 ans, fille de Bernarda, personnage très complexe, qui pense qu'elle ne pourra jamais se marier à cause de toutes ces années de veuvage et ne veut donc pas le bonheur de ses sœurs ; elle incarne l'égoïsme, la frustration et l'amertume ;
- Adela, 20 ans, benjamine des filles de Bernarda, jeune et rebelle, elle voue un amour partagé à Pepe El Romano ;
- Maria Josepha, 80 ans, la mère de Bernarda ; c'est une très vieille femme (Bernarda a déjà 60 ans). Sénile elle incarne parfois la voix tragique qui annonce la fin dramatique ;
- Poncia, 60 ans, a le même âge que Bernarda ; elle s'occupe de la maison, donne des conseils et des avertissements, elle assume sa position. Elle essaie de taire une certaine rancœur, notamment envers Bernarda (rigide, tyrannique, dominatrice, elle incarne la force de la répression) ;
- Autres employées de la maison : leurs noms n'apparaissent pas.

## Adaptations
- La maison de Bernarda, ballet de Mats Ek, créé à Stockholm en 1979
- La Maison de Bernarda Alba, film de Mario Camus sorti en 1987